# 埃德菲尤爾
埃德菲尤爾（挪威語：Eidfjord）是挪威韦斯特兰郡的一個市镇。
埃德菲尤尔有一些旅游景点，如，建在山里的司马发电厂，落差182米的沃林瀑布（挪威語：Vøringsfossen）。埃德菲尤尔所辖地区包括了欧洲最大的山地高原哈当厄高原的很大一部分，哈当厄高原自然保护区也坐落在这里。

## 徽章
埃德菲尤尔的徽章是现代的，于1984年7月13日确认。图案为驯鹿角，因为最早定居在该地区为猎杀驯鹿的猎人。数个世纪以来，驯鹿对这里的人们来说一直是重要的。鹿角也象征河流从高山上流淌到峡湾。